# 松岡洋子 (評論家)
松岡 洋子（まつおか ようこ、1916年（大正5年）4月20日 - 1979年（昭和54年）12月7日）は、日本のジャーナリスト、評論家、翻訳家、婦人運動家。婦人民主クラブ初代委員長、日本婦人会議議長、日本ペンクラブ事務局長を歴任。
父の松岡正男は、京城日報社社長、毎日申報社社長、時事新報社社長。伯母（父の姉）に羽仁もと子。

## 生涯

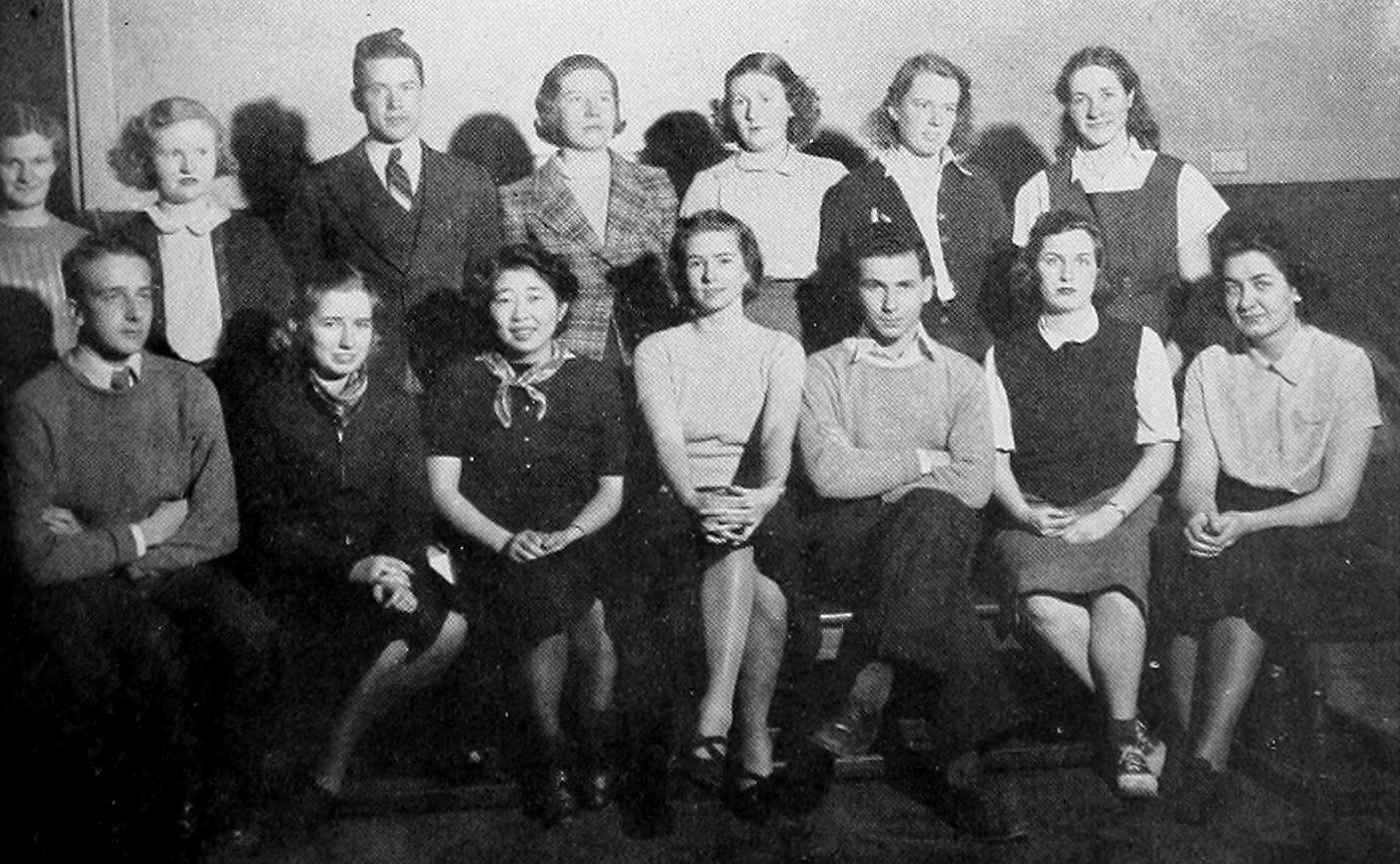
スワースモア大学在学時（1940年）

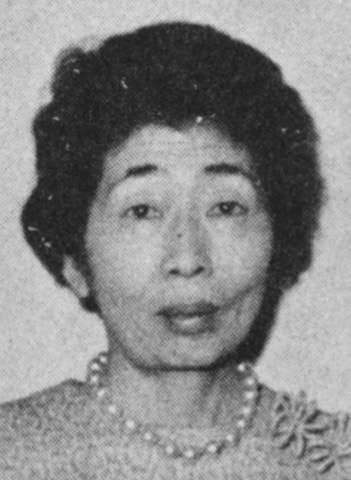
1967年頃

東京府生まれ。自由学園を中退後、1932年（昭和7年）にアメリカ合衆国へ渡り、スワースモア大学政治学科を卒業。第二次世界大戦中は国際文化振興会、太平洋問題調査会で勤務した。
1945年（昭和20年）11月、松岡、羽仁説子（従姉妹にあたる）、加藤シヅエ、宮本百合子、佐多稲子、山本杉、赤松常子、山室民子の8人が呼びかけ人となり、婦人団体結成に向けた運動を開始。準備会が重ねられ、1946年（昭和21年）3月16日、「婦人民主クラブ」の創立大会が神田共立講堂で行われた。初代委員長を務めたほか、『婦人民主新聞』編集長としても活動した。
1949年（昭和24年）に再渡米。3年間の留学生活を経た後、ヨーロッパ・インド経由で帰国。
1956年（昭和31年）、国際通であることを買われて日本ペンクラブ事務局長に就任し、翌1957年（昭和32年）には東京で開催された国際ペンクラブ大会を成功に導いた。
1962年（昭和37年）4月14日、安保闘争に関わった女性たちによって「日本婦人会議」（現・I女性会議）が設立され、議長には松岡、田中寿美子、岸輝子、深尾須磨子、羽仁説子、高田なほ子、野口政子、田所八重子ら8人が就任した。
1970年（昭和45年）6月1日、松岡は、同月にソウルで行われる国際ペン大会、台北で行われるアジア作家会議をめぐり、日本ペンクラブが「言論の自由のない」韓国と台湾に代表を送ることを不満として脱会届を出した。松岡に続き、小田切秀雄、木下順二、大江健三郎らも脱会した。
ベトナム戦争では北ベトナム側を支持し、同国に3回、北ベトナムを支援していた中華人民共和国にも8回の訪問をおこなった。
1974年（昭和49年）の第10回参議院議員通常選挙に三里塚芝山連合空港反対同盟の戸村一作が立候補すると、小田実や羽仁五郎（伯母の嫁ぎ先の親戚筋）らの「三里塚闘争と戸村一作氏に連帯する会」に参加した。
このほか、アジア・アフリカ作家会議日本委員会事務局長、日中友好協会（正統）本部常任理事を務めた。
また、アメリカのジャーナリストエドガー・スノーが日本に滞在した際、アシスタントを務めたこともある。

## 著書
- 『世界の小学生たち』（和光社） 1953
- 『リンカーン』（講談社、世界伝記全集) 1956、のち火の鳥伝記文庫
- 『世界の女性』（講談社、ミリオン・ブックス） 1958
- 『世界の人びと』（牧書店、牧少年少女文庫） 1959
- 『北ベトナム』（筑摩書房、グリーンベルト・シリーズ） 1964
- 『キュリー夫人 科学の真理に生きた女性』 (旺文社文庫)  1968
- 『ベトナム・アメリカ・安保』（田畑書店） 1970
- 『ゴキブリくん』（講談社、講談社の創作童話） 1974
- 『「覇権反対」とはなにか 激動の中を前進するために』（三景） 1975

## 翻訳
- 『インドの顔』（サンサ・ラマ・ラオ、新潮社、一時間文庫) 1955
- 『中国の目・アジアの目』（ハン・スーイン、朝日新聞社） 1971
- 『2001年の中国』（ハン・スーイン、東洋経済新報社） 1971
- 『毛沢東』（ハン・スーイン、毎日新聞社） 1973

### エドガー・スノー
- 『今日の中国 もうひとつの世界』（エドガー・スノウ、筑摩書房、「中国もう一つの世界」叢書） 1963
- 『目覚めへの旅』（エドガー・スノー、紀伊国屋書店） 1963、のち筑摩叢書
- 『北京・ワシントン・ハノイ 日本で考えたこと』（エドガー・スノー、朝日新聞社） 1968
- 『革命、そして革命…』（エドガー・スノー、朝日新聞社） 1972
- 『中国の赤い星』増補改訂版（エドガー・スノー、筑摩書房、エドガー・スノー著作集2） 1972、のち学芸文庫
- 『革命はつづく』（エドガー・スノー、筑摩書房、エドガー・スノー著作集7） 1974